# Royal Cup 2011
Il Royal Cup 2011 è stato un torneo professionistico di tennis femminile giocato sulla terra rossa. È stata l'8ª edizione del torneo, che fa parte dell'ITF Women's Circuit nell'ambito dell'ITF Women's Circuit 2011. Si è giocato a Podgorica in Montenegro dal 5 all'11 settembre 2011.

## Partecipanti

### Teste di serie
| Nazionalità          | Giocatrice         | Ranking* | Testa di serie |
| -------------------- | ------------------ | -------- | -------------- |
| Italia               | Corinna Dentoni    | 171      | 1              |
| Argentina            | Florencia Molinero | 176      | 2              |
| Bulgaria             | Dia Evtimova       | 180      | 3              |
| Ungheria             | Tímea Babos        | 190      | 4              |
| Croazia              | Ani Mijačika       | 225      | 5              |
| Portogallo           | Maria João Koehler | 233      | 6              |
| Bosnia ed Erzegovina | Jasmina Tinjić     | 239      | 7              |
| Argentina            | Paula Ormaechea    | 289      | 8              |

- Ranking al 29 agosto 2011.

### Altre partecipanti
Giocatrici che hanno ricevuto una wild card:
- Ema Polić
- Dejana Raickovic
- Dunja Šunkić
- Antonela Šušak

Giocatrici che sono passate dalle qualificazioni:
- Maria Abramović
- Vivien Juhászová
- Danica Krstajić
- Karin Morgošová
- Tereza Mrdeža
- Anja Prislan
- Gracia Radovanovic
- Danijela Tomić

## Campionesse

### Singolare
Paula Ormaechea ha battuto in finale  Danka Kovinić con il punteggio di 6–1, 6–1

### Doppio
Corinna Dentoni /  Florencia Molinero hanno battuto in finale  Danka Kovinić /  Danica Krstajić con il punteggio di 6–4, 5–7, [10–5]